# 波美拉尼亚号战列舰
波美拉尼亚号战列舰是德意志帝国海军于1904年至1906年间建造的五艘德国级前无畏战列舰之一，以普鲁士时期的省份波美拉尼亚命名。它于1904年3月22日在斯德丁的伏尔铿船厂开始进行龙骨架设，1905年12月2日下水，至1907年8月6日交付海军使用。舰只装备有四门280毫米主炮，最高航速为18節（33每小時）。其所在的舰级在入役之初便已沦为过时，无论在尺寸、装甲、火力和速度上都不如英国革命性的“全装重型火炮”战列舰无畏号战列舰。
入役后，波美拉尼亚号被编入公海舰队的第二战列分舰队，于和平时期和第一次世界大战的头两年都在该部队服役。战前，舰队主要从事巡航和广泛的训练演习，发展用于未来冲突的战略理念。战争爆发时，波美拉尼亚号随第二分舰队余部负责支援德意志湾的防御，并驻扎在易北河口。它们还参加了数次进入北海的无果出击，试图吸引并摧毁英国大舰队的部分兵力。
这些进攻行动在1916年5月31日至6月1日爆发的日德兰海战达到高潮。在战斗首日的晚些时候，波美拉尼亚号及其姊妹舰与戴维·贝蒂指挥的英国第1战列巡洋分舰队短暂交火，期间波美拉尼亚号曾遭战列巡洋舰不挠号战列巡洋舰的12英寸（300）炮击中一次。在6月1日凌晨混乱的夜间行动中，波美拉尼亚号又被英国驱逐舰冲击号发射的一至两枚鱼雷击中，并引爆了舰上一个170毫米炮的弹药舱。由此产生的巨爆将舰只炸成两截，全舰官兵均告阵亡。波美拉尼亚号就此成为敌对双方在战斗中唯一沉没的战列舰。

## 设计

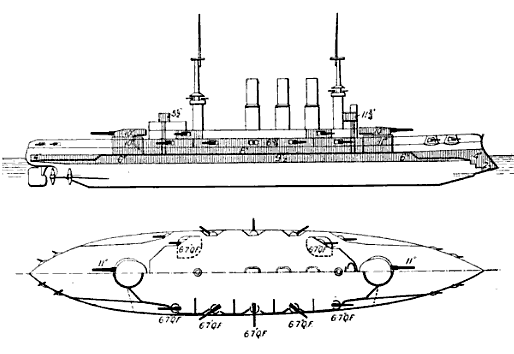
德国级舰只线条画

1900年，时任国家海军办公室国务秘书的海军中将阿尔弗雷德·冯·提尔皮茨促成第二部《德国舰队法》的通过，为接下来十七年新建20艘战列舰提供了资金保障。第一批是五艘不伦瑞克级战列舰，于20世纪初开始建造；此后不久，设计工作进行了后续改进，成为德国级。德国级舰只与不伦瑞克级大体相似，惟装甲防护有所改进。它们还弃用了用于支承副炮的翼炮塔，并将副炮安置在传统的炮廓内，以节省重量。然而，随着装备了十门12英寸（300）主炮的英国战列舰无畏号于1906年12月入役，其革命性设计使得当时德意志帝国海军的所有主力舰都沦为二流，其中便包括波美拉尼亚号。
波美拉尼亚号的全长为127.6米，有22.2米的舷宽和8.21的吃水深度。其满载排水量为14218吨。舰只配备了两具重型军用桅杆三台三胀式蒸汽机，额定功率为13,015千瓦特（17,453匹指示馬力），最高速度为18節（33每小時），但它在海试中明显超过了这一数值，成为同级中速度最快的成员。蒸汽由十二台舒尔茨-桑尼克罗夫特式锅炉输送至发动机，锅炉燃煤所产生的烟气则通过三副烟囱排出。波美拉尼亚号除了是同级舰中速度最快的之外，它还是最省燃料的。在10節（19每小時）的巡航速度下，它可以航行最多5,830海里（10,800）。船员的标准编制则为35名军官及708名士兵——尽管在军事行动中，船员规模会有所增加。
舰只的的主舰炮为安装在两座双联装炮塔内的四门280毫米40倍径速射炮。副炮则由十四门独立安装在舰舯炮廓内的170毫米40倍径速射炮组成。另有单架安装的二十二门88毫米35倍径速射炮主要用作防御鱼雷艇。此外，该舰还配备了六具450毫米鱼雷发射管，其中艏、艉两端各一具，两边舷侧各两具，均置于船体的水下部分。舰只受到克虏伯生产的渗碳装甲保护。其装甲带在舰舯堡垒的厚度为240毫米，用于保护其弹药舱及轮机舱，而船体两端则覆以较薄的板材。它的的主甲板装甲厚度为40毫米，主炮炮塔的装甲则有280厚。

## 服役历史

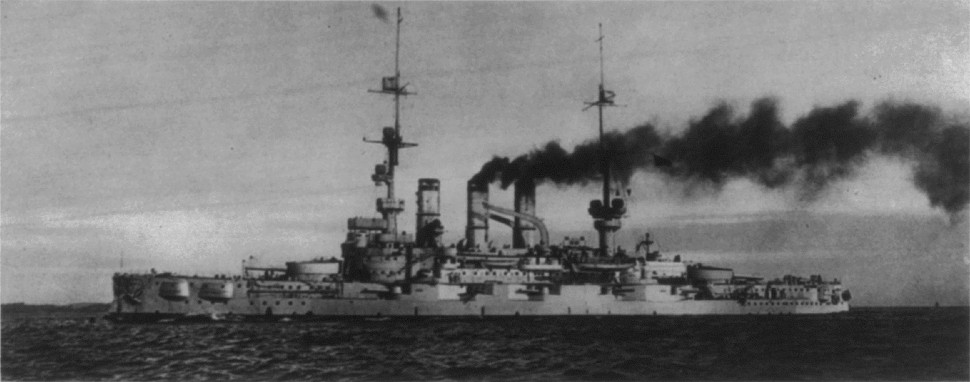
战争前的波美拉尼亚号

波美拉尼亚号是作为新增编入舰队的成员而以合同代号“O”进行订购。它于1904年3月22日在斯德丁的伏尔铿船厂开始进行龙骨架设，原计划于1909年11月15日下水，但由于当时港口的水位过低，致使舰只直至12月2日才得以下水。在下水仪式上，由时任波美拉尼亚省最高行政长官的赫尔穆特·冯·马尔灿发表了演说。1907年7月1日，波美拉尼亚号被转移至基尔，以安装其四门280毫米主炮。它于8月6日投入海试，在极速航行中，波美拉尼亚号的速度达到18.7節（34.6每小時），使它成为当时世界上速度最快的前无畏战列舰。
波美拉尼亚号跟随其姊妹舰被部署至活动舰队（后改称公海舰队）的第二战列分舰队，并取代了腓特烈·威廉选帝侯号在阵中的位置，尽管它直至1907年11月11日才完成整备入役。波美拉尼亚号于1908年2月在波罗的海参加了舰队演习，又于5月6日在黑尔戈兰岛周边参与了进一步的舰队训练。7月，波美拉尼亚号随舰队余部驶入大西洋展开大规模训练巡航。海因里希亲王在一年前便曾敦促进行这样的巡航，认为此举将使舰队为海外行动做好准备，并打破仅在德国水域训练的单调局面——尽管英德海军军备竞赛的发展导致两国的关系紧张。舰队于7月7日从基尔启程，穿越威廉皇帝运河到达北海，然后继续深入大西洋。它们于8月13日返回德国，随即从8月27日至9月12日进行年度秋季演习。同年晚些时候，舰队还巡访了德国的沿海城市，以答谢公众对海军增加开支的支持。
接下来一年，即1909年，也遵循了大致相同的活动模式。在7月7日至8月1日期间，舰队展开了另一次进入大西洋的巡航，并在返回德国的途中，在斯皮特黑德受到英国皇家海军的接待。同年年底，海军中将亨宁·冯·霍尔岑多夫成为活动舰队新任总司令。由于最新的水下武器造成的威胁与日俱增，以及新的拿骚级战列舰太宽而无法通过威廉皇帝运河，他作为舰队司令的任期内以战略试验为标志。为此，舰队于1910年4月1日将驻地从基尔转移至威廉港。同年5月，波美拉尼亚号参加了在丹麦及挪威之间的卡特加特海峡举行的舰队训练。这些都符合霍尔岑多夫的战略，他设想将皇家海军吸引至当地的狭窄水域。年度的夏季巡航前往挪威，随后进行了舰队训练，期间于8月29日在但泽举行了海上阅兵。年底，它们又前往波罗的海进行了一次训练巡航。
1911年3月，舰队在斯卡格拉克和卡特加特海峡进行演习。6月和7月，波美拉尼亚号随舰队余部在基尔分别接见了英国和美国的海军分舰队。同年的秋季巡航仅限于驶至波罗的海和卡特加特海峡。舰队在演习期间还为来访的奥匈帝国使团举办了另外一次海上阅兵，检阅者包括奥匈皇储弗朗茨·斐迪南大公及海军总司令鲁道夫·蒙特库科利。在1912年中期，由于阿加迪尔危机，夏季巡航仅限于波罗的海，以避免在与英国和法国的紧张局势加剧期间暴露舰队。波美拉尼亚号还参加了纪念第二次石勒苏益格战争五十周年的几项庆祝活动。第一项是3月17日在斯维内明德举行，恰逢亚斯蒙德海战纪念日；1914年5月2日，该舰又参加了在松德堡举行的纪念迪伯尔之战五十周年的仪式。

### 第一次世界大战
1914年7月，即发生于萨拉热窝的斐迪南大公遇刺案约两周后，波美拉尼亚号正随公海舰队进行前往挪威的年度夏季巡航。由于国际紧张局势不断升级，此次巡航被缩短，公海舰队于7月29日全数返抵威廉港。至8月4日午夜，英国以德国侵犯了比利时的中立地位为由，正式对德宣战。在海战的前两年，波美拉尼亚号一直跟随公海舰队服役。战争爆发之初，公海舰队将第二分舰队部署至德意志湾，以保卫德国海岸免受德国人认为迫在眉睫的皇家海军的重大袭击。波美拉尼亚号随分舰队成员驻扎在易北河口，对在湾区执行巡逻任务的舰艇提供支援。
当明确了英国人不会袭击公海舰队后，德国人便开始了一系列的行动，旨在引诱并摧毁在数量上占优势的英国大舰队的部分兵力。帝国海军的目标是在大致实现兵力均势后，在北海南部海域进行决战。波美拉尼亚号与第二分舰队余部随即重新加入公海舰队，为1914年12月15－16日对突袭斯卡布罗、哈特尔浦及惠特比的第一侦察集群的大巡洋舰群提供掩护。当海军少将弗朗茨·冯·希佩尔麾下的大巡洋舰袭击英国沿海城镇时，舰队主力会进行远程支援。12月25日夜晚，由十二艘无畏舰和八艘前无畏舰组成的德国战列舰编队一度驶至距离英国一个孤立分舰队的六艘战列舰约10海里（19）的范围内。然而，与对方其它驱逐舰之间在黑暗中的零星冲突使得公海舰队时任总司令、海军上将腓特烈·馮·英格諾爾误判自己面对的是整个大舰队主力。根据德皇威廉二世的命令，为避免不必要的冒险，英格诺尔中断了交战并调转战列舰返回德国。
1915年4月17－18日和21－23日，舰队的两次出击均无果而终。类似的第三次行动发生于5月17－18日，第四次则是10月23－24日。1916年4月24－25日，波美拉尼亚号及其姊妹舰又加入了公海舰队的无畏舰群，以支援再度受命突袭英格兰海岸的大巡洋舰群。在前预定目标的途中，大巡洋舰塞德利茨号因不慎触雷而被迫提前返航，其余舰只则继续执行任务。由于能见度不佳，大巡洋舰仅对雅茅斯和洛斯托夫特的港口进行了短暂的炮击。行动亦很快被叫停，并在英国舰队尚未及拦截前离开。

### 日德兰海战

英国（蓝）及德国（红）舰队于日德兰海战的主要调遣图

海军上将赖因哈德·舍尔作为公海舰队的新任总司令，计划立即发动进入北海的另一轮袭击，但塞德利茨号的损坏和第三战列分舰队几艘无畏舰的冷凝器故障导致计划被迫推迟至1916年5月底。5月31日凌晨02:00，希佩尔的大巡洋舰启程驶向斯卡格拉克海峡，一个半小时后，公海舰队跟随驶离亚德湾。波美拉尼亚号此时仍然隶属于第二战列分舰队，该分舰队位居德国战列线的后方，并受海军少将弗朗茨·毛弗指挥。在“向北疾行”期间，舍尔下令舰队全速追击正在撤退的英国第5战列分舰队。波美拉尼亚号及其姊妹舰的速度明显不如更快的无畏舰，并迅速落后。至19:30，大舰队已经抵达现场，面对舍尔具有明显的数量优势。公海舰队的机动性受到航速较慢的德国级舰只的影响而严重受阻；如果舍尔下令立即转向往德国，他将不得不牺牲速度较慢的舰只才能顺利逃脱。
舍尔决定用“掉头交战”来逆转舰队的航向，这一机动要求德军战列线上的每一艘舰同时转向180度。由于落在后方，第二战列分舰队难以在调转后遵循新的航向。因此，波美拉尼亚号及其分舰队的另外五艘舰都已经脱离了德国战列线。毛弗曾考虑将他的舰只移动至战列线尾端，跟随在第三战列分舰队的无畏舰之后；但当他意识到此举将会对海军上将希佩尔麾下的大巡洋舰机动造成干扰后，他决定取消这项移动。作为替代，毛弗试图将其舰只置于战列线的最前端。
在战斗首日晚些时候，处境窘迫的第一侦察集群大巡洋舰遭到了其英国同行的追击。波美拉尼亚号和其它所谓的“五分钟舰”遂通过在对方战列巡洋分舰队之间穿行来提供支援。波美拉尼亚号在黑暗中无法瞄准目标，尽管其几艘姊妹舰能够做到并施射，却也未能取得命中。英国战列巡洋舰则对德国舰只取得了几次命中，其中包括由不挠号射出、落在波美拉尼亚号上的一枚12英寸（300）炮，并迫使后者撤出战列线。毛弗认为继续与更强大的战列巡洋舰交战是不明智的，于是下令向南转舵8点离开，英国人没有进一步跟随。
6月1日凌晨03:10，波美拉尼亚号遭到了英国驱逐舰冲击号的鱼雷袭击。至少一枚鱼雷——可能还有第二枚，击中了舰只，并引爆其中一个170毫米炮的弹药舱。巨大的爆炸将舰只分成两截。舰艉倾覆并保持了至少20分钟的漂浮状态，期间螺旋桨仍伸向空中。位居波美拉尼亚号正后方的汉诺威号被迫以右满舵脱离战列线以规避残骸。波美拉尼亚号舰上的839名官兵则在沉没时全数阵亡。它是敌对双方舰队在日德兰海战中唯一沉没的战列舰（含前无畏舰及无畏舰）；它的损失，再加上幸存前无畏舰的缺陷，促使舍尔在1916年8月19日的出击时弃用了它们。波美拉尼亚号于1914年7月战争爆发时被拆除的舰艏饰如今则被保存在拉伯海军纪念馆。